# Jonathan Clements

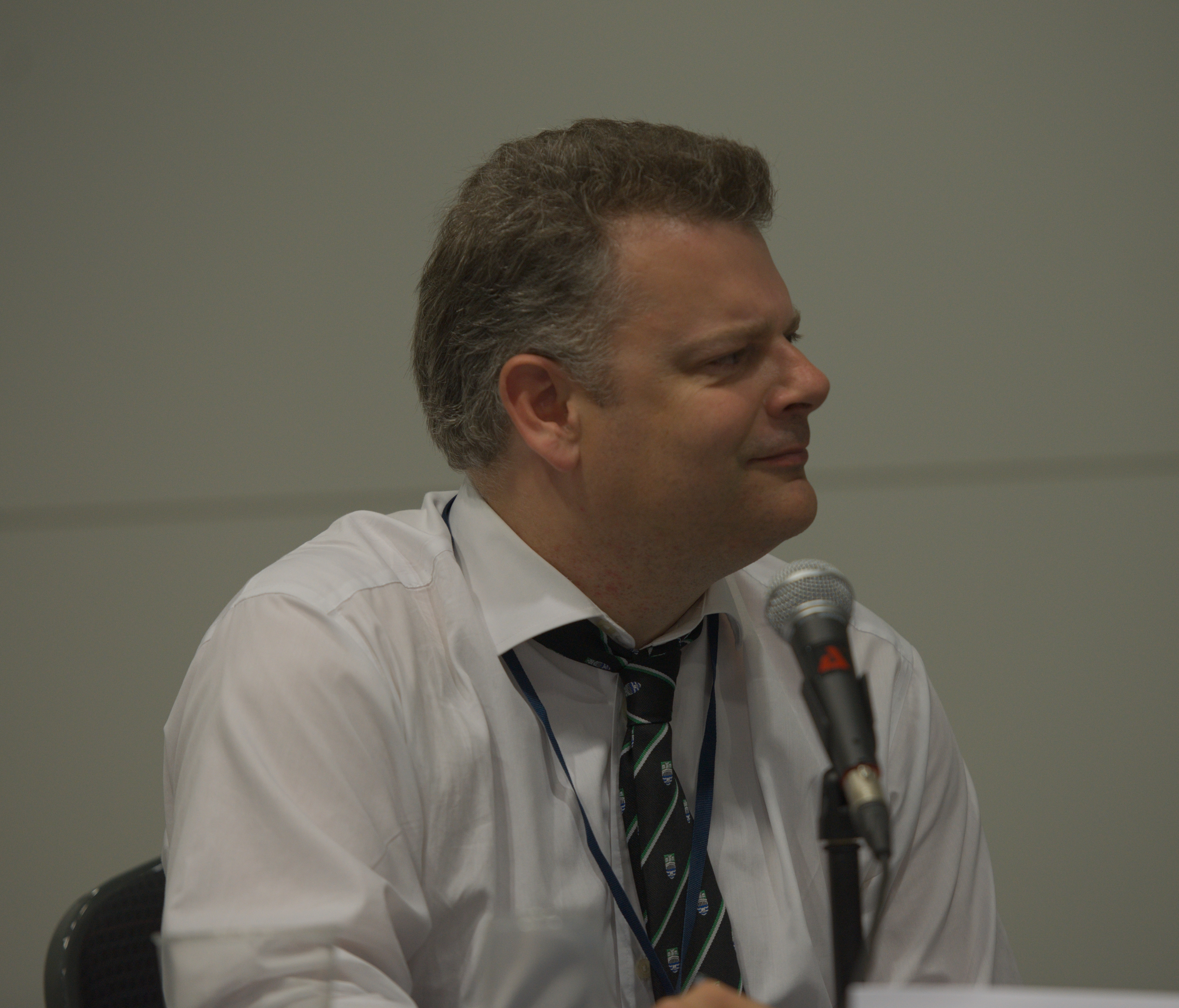
Jonathan Clements

Jonathan Michael Clements (* 9. Juli 1971 in Leigh on Sea, Essex) ist ein britischer Roman-, Drehbuch- und Sachbuchautor. Er hat biografische Werke über Konfuzius, Koxinga, Marco Polo, Mao Zedong und Qin Shihuangdi geschrieben.

## Leben
Clements studierte Chinesisch und Japanisch an der Universität Leeds. Seine Magisterarbeit an der University of Stirling behandelt asiatische Manga und Anime. Von 2013 bis 2019 war er Gastprofessor an der Jiaotong-Universität Xi’an.
Clements übersetzte über 70 Anime- und Manga-Werke für britische Verlage und arbeitete als Synchronregisseur.
2000 erhielt er den Japan Festival Award for outstanding contribution to the understanding of Japanese culture.

## Schriften (Auswahl)
Anime und Manga
- Mit Helen McCarthy: The Erotic Anime Movie Guide. Titan, London 1998, ISBN 1-85286-946-1.
- Mit Helen McCarthy: The Anime Encyclopedia. A Guide to Japanese Animation Since 1917. Erstausgabe. Stonebridge Press, 2001.

Überarb. Ausgabe: Anime Encyclopedia. A Century of Japanese Animation. 3., korr. Auflage. 2015, ISBN 978-1-61172-018-1.
- Schoolgirl Milky Crisis. Adventures in the Anime and Manga Trade. Titan, London 2009, ISBN 978-1-84856-083-3.

Geschichte, Biografien
- The Vikings. A Brief History of the last Pagans or the First Europeans. Robinson, 2005, ISBN 1-84529-076-3.
- Wu. The Chinese Empress Who Schemed, Seduced and Murdered Her Way to Become a Living God. The History Press, 2007, ISBN 978-0-7509-3961-4.
- A Brief History of Khubilai Khan. Robinson, 2010, ISBN 978-1-84901-337-6.
- A Brief History of the Martial Arts. East Asian Fighting Styles, from Kung Fu to Ninjutsu. ISBN 978-1-4721-3646-6.
- A Brief History of Japan. Samurai, Shogun and Zen. The Extraordinary Story of the Land of the Rising Sun. Tuttle Publ., Clarendon 2017.
- A Brief History of China. Dynasty, Revolution and Transformation, From the Middle Kingdom to the People's Republic. Tuttle, Clarendon 2019.

Herausgeberschaft
Clements ist Mitherausgeber der 3. Ausgabe von The Encyclopedia of Science Fiction. Er hat eine große Anzahl von Artikeln über China und Japan, über japanische und chinesische Künstler und Autoren, sowie über das Kino und die Manga-Produktion im Fernen Osten für die Enzyklopädie verfasst.

## Übersetzungen
- Moon in the Pines. Zen Haiku. Viking Studio, New York 2000, ISBN 0-670-89229-7.
- Sun Tzu: The Art of War. (= Macmillan Collector’s Library. 108). Macmillan, London 2017, ISBN 978-1-5098-2795-4.
- Little Book of Chinese Proverbs. Hrsg. u. Übers. Paragon Plus, 2005, ISBN 1-4054-6126-8.